# Station Bat & Ball
Bat & Ball is een spoorwegstation in Engeland. 